# Fußball-Weltmeisterschaft 1982/Gruppe 1
| Pl. | Land    | Sp. | S | U | N | Tore    | Diff. | Punkte |
| --- | ------- | --- | - | - | - | ------- | ----- | ------ |
| 1.  | Polen   | 3   | 1 | 2 | 0 | 005:100 | +4    | 04:20  |
| 2.  | Italien | 3   | 0 | 3 | 0 | 002:200 | ±0    | 03:30  |
| 3.  | Kamerun | 3   | 0 | 3 | 0 | 001:100 | ±0    | 03:30  |
| 4.  | Peru    | 3   | 0 | 2 | 1 | 002:600 | −4    | 02:40  |

Gruppe 1 der Fußball-Weltmeisterschaft 1982:

## Italien – Polen 0:0
| Italien                                                       | Italien | Polen | Polen |
| ------------------------------------------------------------- | --- | --- | ----- |
| Italien                                                       | \| 1. Gruppenspiel \| \| Montag, 14. Juni 1982 um 17:15 Uhr in Vigo (Estadio Balaídos) \| \| Zuschauer: 33.000 \| \| Schiedsrichter: Michel Vautrot ( Frankreich) \| \| Spielbericht \|                          | \| 1. Gruppenspiel \| \| Montag, 14. Juni 1982 um 17:15 Uhr in Vigo (Estadio Balaídos) \| \| Zuschauer: 33.000 \| \| Schiedsrichter: Michel Vautrot ( Frankreich) \| \| Spielbericht \|                                                  | Polen |
| Italien                                                       | Dino Zoff – Gaetano Scirea – Claudio Gentile, Fulvio Collovati, Antonio Cabrini – Giampiero Marini, Giancarlo Antognoni, Marco Tardelli – Bruno Conti, Paolo Rossi, Francesco Graziani Cheftrainer: Enzo Bearzot | Józef Młynarczyk – Władysław Żmuda – Stefan Majewski, Paweł Janas, Jan Jałocha – Grzegorz Lato, Zbigniew Boniek, Waldemar Matysik, Andrzej Buncol – Andrzej Iwan (72. Marek Kusto), Włodzimierz Smolarek Cheftrainer: Antoni Piechniczek | Polen |
| Italien                                                       | Marini (1.), Scirea (47.) | Boniek (10.) | Polen |
| 1. Gruppenspiel                                               | | |       |
| Montag, 14. Juni 1982 um 17:15 Uhr in Vigo (Estadio Balaídos) | | |       |
| Zuschauer: 33.000                                             | | |       |
| Schiedsrichter: Michel Vautrot ( Frankreich)                  | | |       |
| Spielbericht                                                  | | |       |

## Peru – Kamerun 0:0
| Peru                                                               | Peru | Kamerun | Kamerun |
| ------------------------------------------------------------------ | --- | --- | ------- |
| Peru                                                               | \| 1. Gruppenspiel \| \| Dienstag, 15. Juni 1982 um 17:15 Uhr in La Coruña (Estadio Riazor) \| \| Zuschauer: 11.000 \| \| Schiedsrichter: Franz Wöhrer ( Österreich) \| \| Spielbericht \|                                                                                   | \| 1. Gruppenspiel \| \| Dienstag, 15. Juni 1982 um 17:15 Uhr in La Coruña (Estadio Riazor) \| \| Zuschauer: 11.000 \| \| Schiedsrichter: Franz Wöhrer ( Österreich) \| \| Spielbericht \|                                                                 | Kamerun |
| Peru                                                               | Ramón Quiroga – Rubén Toribio Díaz – Jaime Duarte, Salvador Salguero, Jorge Olaechea – José Velásquez, César Cueto, Teófilo Cubillas (56. Guillermo La Rosa) – Germán Leguía (66. Gerónimo Barbadillo), Julio César Uribe, Juan Carlos Oblitas Cheftrainer: Tim ( Brasilien) | Thomas N’Kono – Elie Onana – Michel Kaham, Ibrahim Aoudou, Ephrem M’Bom – Emmanuel Kundé, Théophile Abega, Grégoire M’Bida – René N’Djeya, Roger Milla (89. Jean-Pierre Tokoto), Jacques N’Guea (73. Paul Bahoken) Cheftrainer: Jean Vincent ( Frankreich) | Kamerun |
| Peru                                                               | N’Kono (80.) | | Kamerun |
| 1. Gruppenspiel                                                    | | |         |
| Dienstag, 15. Juni 1982 um 17:15 Uhr in La Coruña (Estadio Riazor) | | |         |
| Zuschauer: 11.000                                                  | | |         |
| Schiedsrichter: Franz Wöhrer ( Österreich)                         | | |         |
| Spielbericht                                                       | | |         |

## Italien – Peru 1:1 (1:0)
| Italien                                                        | Italien | Peru | Peru |
| -------------------------------------------------------------- | --- | --- | ---- |
| Italien                                                        | \| 2. Gruppenspiel \| \| Freitag, 18. Juni 1982 um 17:15 Uhr in Vigo (Estadio Balaídos) \| \| Zuschauer: 25.000 \| \| Schiedsrichter: Walter Eschweiler ( BR Deutschland) \| \| Spielbericht \|                                      | \| 2. Gruppenspiel \| \| Freitag, 18. Juni 1982 um 17:15 Uhr in Vigo (Estadio Balaídos) \| \| Zuschauer: 25.000 \| \| Schiedsrichter: Walter Eschweiler ( BR Deutschland) \| \| Spielbericht \|                                                                              | Peru |
| Italien                                                        | Dino Zoff – Gaetano Scirea – Claudio Gentile, Fulvio Collovati, Antonio Cabrini – Giampiero Marini, Giancarlo Antognoni, Marco Tardelli – Bruno Conti, Paolo Rossi (46. Franco Causio), Francesco Graziani Cheftrainer: Enzo Bearzot | Ramón Quiroga – Rubén Toribio Díaz – Jaime Duarte, Salvador Salguero, Jorge Olaechea – José Velásquez, César Cueto, Teófilo Cubillas – Gerónimo Barbadillo (65. Guillermo La Rosa), Julio César Uribe (65. Germán Leguía), Juan Carlos Oblitas Cheftrainer: Tim ( Brasilien) | Peru |
| Italien                                                        | 1:0 Conti (18.) | 1:1 Diaz (83.) | Peru |
| Italien                                                        | Tardelli (52.) | Duarte (76.) | Peru |
| 2. Gruppenspiel                                                | | |      |
| Freitag, 18. Juni 1982 um 17:15 Uhr in Vigo (Estadio Balaídos) | | |      |
| Zuschauer: 25.000                                              | | |      |
| Schiedsrichter: Walter Eschweiler ( BR Deutschland)            | | |      |
| Spielbericht                                                   | | |      |

## Polen – Kamerun 0:0
| Polen                                                             | Polen | Kamerun | Kamerun |
| ----------------------------------------------------------------- | --- | --- | ------- |
| Polen                                                             | \| 2. Gruppenspiel \| \| Samstag, 19. Juni 1982 um 17:15 Uhr in La Coruña (Estadio Riazor) \| \| Zuschauer: 19.000 \| \| Schiedsrichter: Alexis Ponnet ( Belgien) \| \| Spielbericht \|                                                                       | \| 2. Gruppenspiel \| \| Samstag, 19. Juni 1982 um 17:15 Uhr in La Coruña (Estadio Riazor) \| \| Zuschauer: 19.000 \| \| Schiedsrichter: Alexis Ponnet ( Belgien) \| \| Spielbericht \|                                                 | Kamerun |
| Polen                                                             | Józef Młynarczyk – Władysław Żmuda – Stefan Majewski, Paweł Janas, Jan Jałocha – Grzegorz Lato, Zbigniew Boniek, Andrzej Buncol – Andrzej Pałasz (66. Marek Kusto), Andrzej Iwan (25. Andrzej Szarmach), Włodzimierz Smolarek Cheftrainer: Antoni Piechniczek | Thomas N’Kono – Elie Onana – Michel Kaham, Ibrahim Aoudou, Ephrem M’Bom – Emmanuel Kundé, Théophile Abega, Grégoire M’Bida – René N’Djeya, Roger Milla, Jacques N’Guea (46. Jean-Pierre Tokoto) Cheftrainer: Jean Vincent ( Frankreich) | Kamerun |
| Polen                                                             | Pałasz (34.) | Aoudou (40.), Milla (80.) | Kamerun |
| 2. Gruppenspiel                                                   | | |         |
| Samstag, 19. Juni 1982 um 17:15 Uhr in La Coruña (Estadio Riazor) | | |         |
| Zuschauer: 19.000                                                 | | |         |
| Schiedsrichter: Alexis Ponnet ( Belgien)                          | | |         |
| Spielbericht                                                      | | |         |

## Polen – Peru 5:1 (0:0)
| Polen                                                              | Polen | Peru | Peru |
| ------------------------------------------------------------------ | --- | --- | ---- |
| Polen                                                              | \| 3. Gruppenspiel \| \| Dienstag, 22. Juni 1982 um 17:15 Uhr in La Coruña (Estadio Riazor) \| \| Zuschauer: 25.000 \| \| Schiedsrichter: Mario Rubio Vázquez ( Mexiko) \| \| Spielbericht \|                                                                          | \| 3. Gruppenspiel \| \| Dienstag, 22. Juni 1982 um 17:15 Uhr in La Coruña (Estadio Riazor) \| \| Zuschauer: 25.000 \| \| Schiedsrichter: Mario Rubio Vázquez ( Mexiko) \| \| Spielbericht \|                                                                                | Peru |
| Polen                                                              | Józef Młynarczyk – Władysław Żmuda – Stefan Majewski, Paweł Janas, Jan Jałocha (26. Marek Dziuba) – Waldemar Matysik, Zbigniew Boniek, Janusz Kupcewicz, Andrzej Buncol – Grzegorz Lato, Włodzimierz Smolarek (74. Włodzimierz Ciołek) Cheftrainer: Antoni Piechniczek | Ramón Quiroga – Rubén Toribio Díaz – Jaime Duarte, Salvador Salguero, Jorge Olaechea – José Velásquez, César Cueto, Teófilo Cubillas (49. Gerónimo Barbadillo) – Germán Leguía, Guillermo La Rosa, Juan Carlos Oblitas (49. Julio César Uribe) Cheftrainer: Tim ( Brasilien) | Peru |
| Polen                                                              | 1:0 Smolarek (55.) 2:0 Lato (58.) 3:0 Boniek (61.) 4:0 Buncol (68.) 5:0 Ciołek (76.) | 5:1 La Rosa (83.) | Peru |
| Polen                                                              | Velásquez (31.) | | Peru |
| 3. Gruppenspiel                                                    | | |      |
| Dienstag, 22. Juni 1982 um 17:15 Uhr in La Coruña (Estadio Riazor) | | |      |
| Zuschauer: 25.000                                                  | | |      |
| Schiedsrichter: Mario Rubio Vázquez ( Mexiko)                      | | |      |
| Spielbericht                                                       | | |      |

## Italien – Kamerun 1:1 (0:0)
| Italien                                                         | Italien | Kamerun | Kamerun |
| --------------------------------------------------------------- | --- | --- | ------- |
| Italien                                                         | \| 3. Gruppenspiel \| \| Mittwoch, 23. Juni 1982 um 17:15 Uhr in Vigo (Estadio Balaídos) \| \| Zuschauer: 20.000 \| \| Schiedsrichter: Bogdan Dotschew ( Bulgarien) \| \| Spielbericht \|                       | \| 3. Gruppenspiel \| \| Mittwoch, 23. Juni 1982 um 17:15 Uhr in Vigo (Estadio Balaídos) \| \| Zuschauer: 20.000 \| \| Schiedsrichter: Bogdan Dotschew ( Bulgarien) \| \| Spielbericht \|                          | Kamerun |
| Italien                                                         | Dino Zoff – Gaetano Scirea – Claudio Gentile, Fulvio Collovati, Antonio Cabrini – Gabriele Oriali, Giancarlo Antognoni, Marco Tardelli – Bruno Conti, Paolo Rossi, Francesco Graziani Cheftrainer: Enzo Bearzot | Thomas N’Kono – Elie Onana – Michel Kaham, René N’Djeya, Ephrem M’Bom – Théophile Abega, Ibrahim Aoudou, Emmanuel Kundé, Grégoire M’Bida – Roger Milla, Jean-Pierre Tokoto Cheftrainer: Jean Vincent ( Frankreich) | Kamerun |
| Italien                                                         | 1:0 Graziani (60.) | 1:1 M’Bida (61.) | Kamerun |
| Italien                                                         | Antognoni (36.) | N'Djeya (36.) | Kamerun |
| 3. Gruppenspiel                                                 | | |         |
| Mittwoch, 23. Juni 1982 um 17:15 Uhr in Vigo (Estadio Balaídos) | | |         |
| Zuschauer: 20.000                                               | | |         |
| Schiedsrichter: Bogdan Dotschew ( Bulgarien)                    | | |         |
| Spielbericht                                                    | | |         |